# Kushnoor Gadi, Aurad
Kushnoor Gadi là một làng thuộc tehsil Aurad, huyện Bidar, bang Karnataka, Ấn Độ.